# 莱吉亚克德塞尔克勒
莱吉亚克-德塞尔克勒（法語：Léguillac-de-Cercles，法語發音：[leɡɥijak də sɛʁkl]，意为“塞尔克勒的莱吉亚克”）是法国多尔多涅省的一个旧市镇，属于农特龙区。2017年，莱吉亚克-德塞尔克勒与临近的8个市镇合并为新市镇佩里戈尔地区马勒伊。

## 地理
莱吉亚克-德塞尔克勒（45°23'31"N, 0°30'52"E）面积21.47 平方千米，位于法国新阿基坦大区多爾多涅省，该省份为法国西南部内陆省份，是法國本土面积第三大的省，大致对应佩里戈尔地区，北起顺时针与夏朗德省、上维埃纳省、科雷兹省、洛特省、洛特-加龙省、吉倫特省和滨海夏朗德省接壤。
与莱吉亚克-德塞尔克勒接壤的市镇（或旧市镇、城区）包括：拉贡特里-布卢内、旧马勒伊。
莱吉亚克-德塞尔克勒的时区为UTC+01:00、UTC+02:00（夏令时）。

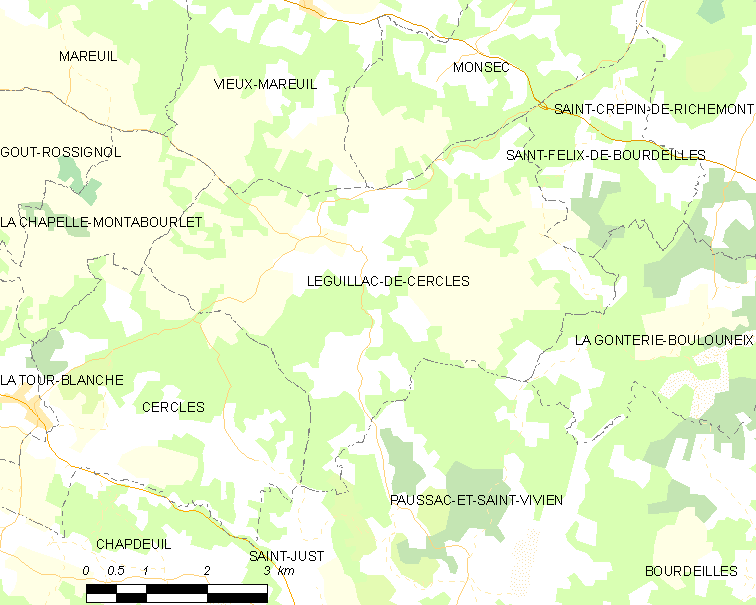
莱吉亚克-德塞尔克勒的OSM定位图

## 行政
莱吉亚克-德塞尔克勒的邮政编码为24340，INSEE市镇编码为24235。

## 政治
莱吉亚克-德塞尔克勒所属的省级选区为佩里戈尔地区布朗托姆县。

## 人口

1962-2008年间莱吉亚克-德塞尔克勒人口变化图示

莱吉亚克-德塞尔克勒于2018年1月1日时的人口数量为284人。